# Clifford Luyk
Clifford Luyk Diem (ur. 28 czerwca 1941 w Syracuse) – amerykański koszykarz, występujący na pozycji skrzydłowego oraz trener koszykarski.
W 1965 roku przyjął hiszpańskie obywatelstwo. 5 lat później poślubił Paquitę Torres Pérez, byłą miss Hiszpanii (1966) oraz Europy (1967). Wspólnie mają trójkę dzieci. Syn Sergio występował na St. John’s University, a następnie w Realu Madryt. Jego córka Estefania jest profesjonalną modelką.

## Osiągnięcia
NCAA
- Zaliczony do II składu SEC (1962)[2]

Pro
Zespołowe
- Mistrz[3]:
  - Euroligi (1964, 1965, 1967, 1968, 1974, 1978)
  - Hiszpanii (1963–1966, 1968–1977)
- dwukrotny wicemistrz Hiszpanii (1967, 1978)
- Zdobywca pucharu:
  - Interkontynentalnego (1976–1978)
  - Hiszpanii (1965–1967, 1970–1975, 1977)[3]
- Finalista:
  - Euroligi (1963, 1969, 1975, 1976)
  - pucharu:
    - Hiszpanii (1963, 1969, 1976, 1978)
    - Interkontynentalnego (1968, 1970)

Indywidualne
- czterokrotny uczestnik FIBA All-Star Games (1969–1972)
- Wybrany do grona:
  - 50. najlepszych zawodników w historii FIBA (1991)
  - 50. najwspanialszych osobistości Euroligi (2008)
- Lider strzelców:
  - ligi hiszpańskiej (1968)
  - finałów Euroligi (1965)

Reprezentacja
- Wicemistrz Europy (1973)[3]
- Uczestnik:
  - igrzysk:
    - olimpijskich (1968 – 7. miejsce, 1972 – 11. miejsce)
    - śródziemnomorskich (1975)

  - mistrzostw:
    - świata (1974 – 5. miejsce)
    - Europy (1969 – 5. miejsce, 1971 – 7. miejsce, 1973, 1975 – 4. miejsce)

Trenerskie
Jako asystent
- trzykrotny mistrz Hiszpanii (1984–1986)
- dwukrotny wicemistrz Hiszpanii (1988, 1989)
- Zdobywca Pucharu Koracia (1988)
- Zdobywca:
  - pucharu:
    - Saporty (1984, 1989)
    - Hiszpanii (1985, 1986, 1989)

  - Superpucharu Hiszpanii (1985)
- Finalista:
  - Euroligi (1985)
  - pucharu:
    - Saporty (1990)
    - Hiszpanii (1988)

  - Superpucharu Hiszpanii (1985, 1986)

Jako główny trener
- Mistrz[3]:
  - Hiszpanii (1993, 1994)
  - Hiszpanii juniorów (1982, 1983)
  - Hiszpanii młodzików (1980, 1981)
- Zdobywca[3]:
  - Pucharu Saporty (1992)
  - Pucharu Hiszpanii (1993)
- Wicemistrz Hiszpanii (1992)